# Sicherungs-Brigade 202 (Wehrmacht)
Die Sicherungs-Brigade 202 war eine deutsche Infanterie-Brigade des Heeres im Zweiten Weltkrieg der Heeresgruppe Mitte.

## Brigadegeschichte
Die Brigade wurde am 24. Dezember 1941 in Belarus aus der Ersatz-Brigade 202 aufgestellt und dem Wehrbereich Ukraine zugeschlagen. 

### Ersatz-Brigade 202
Die Ersatz-Brigade 202 (auch Brigade 202) wurde Mitte 1941 in Mannheim im Wehrkreis XII. im Zuge der 16. Aufstellungswelle aufgestellt. Sie wurde als Besatzungstruppe dem Generalgouvernement zugewiesen. Ende 1941 wurden eine Bataillone des Infanterie-Ersatz-Regimenter 610 aus der Brigade herausgelöst und der Heeresgruppe Mitte zugeordnet.
Zur Brigade sind zahlreiche Morde in der Ukraine an der Zivilbevölkerung dokumentiert.

### Sicherungs-Brigade 202
Die Brigade wurde während des gesamten Kriegs überwiegend in der Sowjetunion für Sicherungsaufgaben im rückwärtigen Heeresgebiet eingesetzt. Der Verband wurde am 27. April 1942 in die Oberfeldkommandantur 392 (Minsk) umbenannt und erreichte im Gegensatz zur Sicherungs-Brigade 201 und 203 niemals Divisionsstatus.

## Gliederung
- Infanterie-Ersatz-Regiment 602 mit 2 Bataillone aus Wehrkreis V.
- Infanterie-Ersatz-Regiment 610 mit 2 Bataillone aus Wehrkreis VIII.
- Infanterie-Ersatz-Regiment 612 mit 2 Bataillone aus Wehrkreis XII.

## Kommandeur
- Generalmajor Eckart Hans von Tschammer und Osten[3]

## Referenz
1. ↑  Christian Hartmann, Johannes Hürter, Peter Lieb, Dieter Pohl: Der deutsche Krieg im Osten 1941-1944: Facetten einer Grenzüberschreitung. Walter de Gruyter, 2009, ISBN 978-3-486-70735-9, S. 172 (google.de [abgerufen am 31. Oktober 2018]).
2. ↑  Michael Robert Marrus: The Nazi Holocaust. Part 3: The "Final Solution". Walter de Gruyter GmbH & Co KG, 2015, ISBN 978-3-11-097047-0, S. 514 (google.de [abgerufen am 31. Oktober 2018]).
3. ↑  Vasilij Stepanowitsch Christoforow, Vladimir Gennadjewitsch Makarow, Matthias Uhl: Verhört: Die Befragungen deutscher Generale und Offiziere durch die sowjetischen Geheimdienste 1945-1952. Walter de Gruyter GmbH & Co KG, 2015, ISBN 978-3-11-041626-8, S. FN 563 (google.de [abgerufen am 17. Oktober 2018]).